# 715 Transvaalia
715 Transvaalia eller 1911 LX är en asteroid i huvudbältet, som upptäcktes 22 april 1911 av den engelske astronomen Harry E. Wood i Johannesburg. Den har fått sitt namne efter den numera upplösta region Transvaal i nordöstra Sydafrika.
Asteroiden har en diameter på ungefär 25 kilometer.